# Podsavezna nogometna liga Koprivnica 1964./65.
Podsavezna liga Koprivnica, također i kao Prvenstvo Koprivničkog nogometnog podsaveza je bila liga petog stupnja nogometnog prvenstva Jugoslavije u sezoni 1964./65. 
 Sudjelovalo je 12 klubova, a prvak je bio "Metalac" iz Križevaca. 

## Ljestvica
| mj. | klub                      | ut. | pob. | ner. | por. | gol+ | gol- | bod |
| --- | ------------------------- | --- | ---- | ---- | ---- | ---- | ---- | --- |
| 1.  | Metalac Križevci          | 22  | 14   | 5    | 3    | 60   | 33   | 33  |
| 2.  | Željezničar Koprivnica    | 22  | 13   | 5    | 4    | 65   | 38   | 31  |
| 3.  | Osvit Đelekovec           | 22  | 14   | 3    | 5    | 70   | 46   | 31  |
| 4.  | Podravac Virje            | 22  | 10   | 8    | 4    | 45   | 28   | 28  |
| 5.  | Panonija Peteranec        | 22  | 11   | 4    | 7    | 59   | 42   | 26  |
| 6.  | Mladost Kloštar Podravski | 22  | 7    | 6    | 9    | 63   | 59   | 20  |
| 7.  | Podravac Torčec           | 22  | 7    | 4    | 11   | 43   | 51   | 18  |
| 8.  | Vilim Galjer Prugovac     | 22  | 7    | 3    | 12   | 39   | 58   | 17  |
| 9.  | Rudar Botinovec           | 22  | 5    | 6    | 11   | 39   | 46   | 16  |
| 10. | Drava Novigrad Podravski  | 22  | 7    | 2    | 13   | 53   | 69   | 16  |
| 11. | Borac Imbriovec           | 22  | 7    | 5    | 10   | 52   | 70   | 15  |
| 12. | Sloga Koprivnički Ivanec  | 22  | 2    | 5    | 15   | 22   | 56   | 9   |

## Rezultatska križaljka
| kratica | klub                      | BOR | DRA | MET | MLA | OSV | PAN | PODT | PODV | RUD | SLO | VIG | ŽELJ |
| --- | ------------------------- | --- | --- | --- | --- | --- | --- | ---- | ---- | --- | --- | --- | ---- |
| BOR | Borac Imbriovec           |     |     |     |     |     |     |      |      |     |     |     |      |
| DRA | Drava Novigrad Podravski  |     |     |     |     |     |     |      |      |     |     |     |      |
| MET | Metalac Križevci          |     |     |     |     |     |     |      |      |     |     |     |      |
| MLA | Mladost Kloštar Podravski |     |     |     |     |     |     |      |      |     |     |     |      |
| OSV | Osvit Đelekovec           |     |     |     |     |     |     |      |      |     |     |     |      |
| PAN | Panonija Peteranec        |     |     |     |     |     |     |      |      |     |     |     |      |
| PODT | Podravac Torčec           |     |     |     |     |     |     |      |      |     |     |     |      |
| PODV | Podravac Virje            |     |     |     |     |     |     |      |      |     |     |     |      |
| RUD | Rudar Botinovec           |     |     |     |     |     |     |      |      |     |     |     |      |
| SLO | Sloga Koprivnički Ivanec  |     |     |     |     |     |     |      |      |     |     |     |      |
| VIG | Vilim Galjer Prugovac     |     |     |     |     |     |     |      |      |     |     |     |      |
| ŽELJ | Željezničar Koprivnica    |     |     |     |     |     |     |      |      |     |     |     |      |
| |                           |     |     |     |     |     |     |      |      |     |     |     |      |
| podebljan rezultat - utakmice od 1. do 11. kola (1. utakmica između klubova) rezultat normalne debljine - utakmice od 12. do 22. kola (2. utakmica između klubova) rezultat nakošen - nije vidljiv redoslijed odigravanja međusobnih utakmica iz dostupnih izvora rezultat smanjen * - iz dostupnih izvora nije uočljiv domaćin susreta prekrižen rezultat - poništena ili brisana utakmica p - utakmica prekinuta 3:0 p.f. / 0:3 p.f. - rezultat 3:0 bez borbe n.i. - nije igrano |                           |     |     |     |     |     |     |      |      |     |     |     |      |

 Izvori:

## Unutrašnje poveznice
- Međupodsavezna nogometna liga – Istok 1964./65.
- Podsavezna liga Bjelovar 1964./65.
- Grupna liga Koprivnica 1964./65.
- Općinska liga Đurđevac 1964./65.